# Concesión Internacional de Shanghái
La Concesión Internacional de Shanghái (Chino: 上海公共租界; Pinyin: Shànghǎi Gōnggòng Zūjiè; Dialecto de Shanghái: Zanhae Kon-gon Tsuka) fue fundada en 1863 al fusionarse los enclaves británico y estadounidense en Shanghái, partes del Imperio Qing que tenían extraterritorialidad bajo una serie de tratados conocidos como tratados desiguales.

## Historia

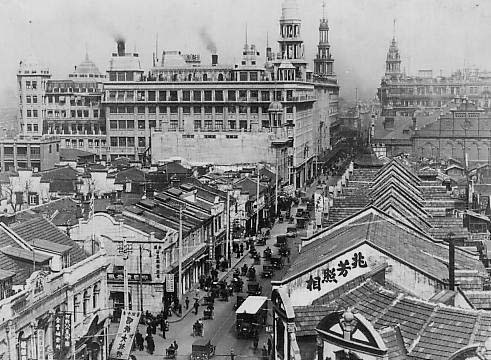
Calle Nanjing, Shanghái, dentro del Asentamiento Internacional.

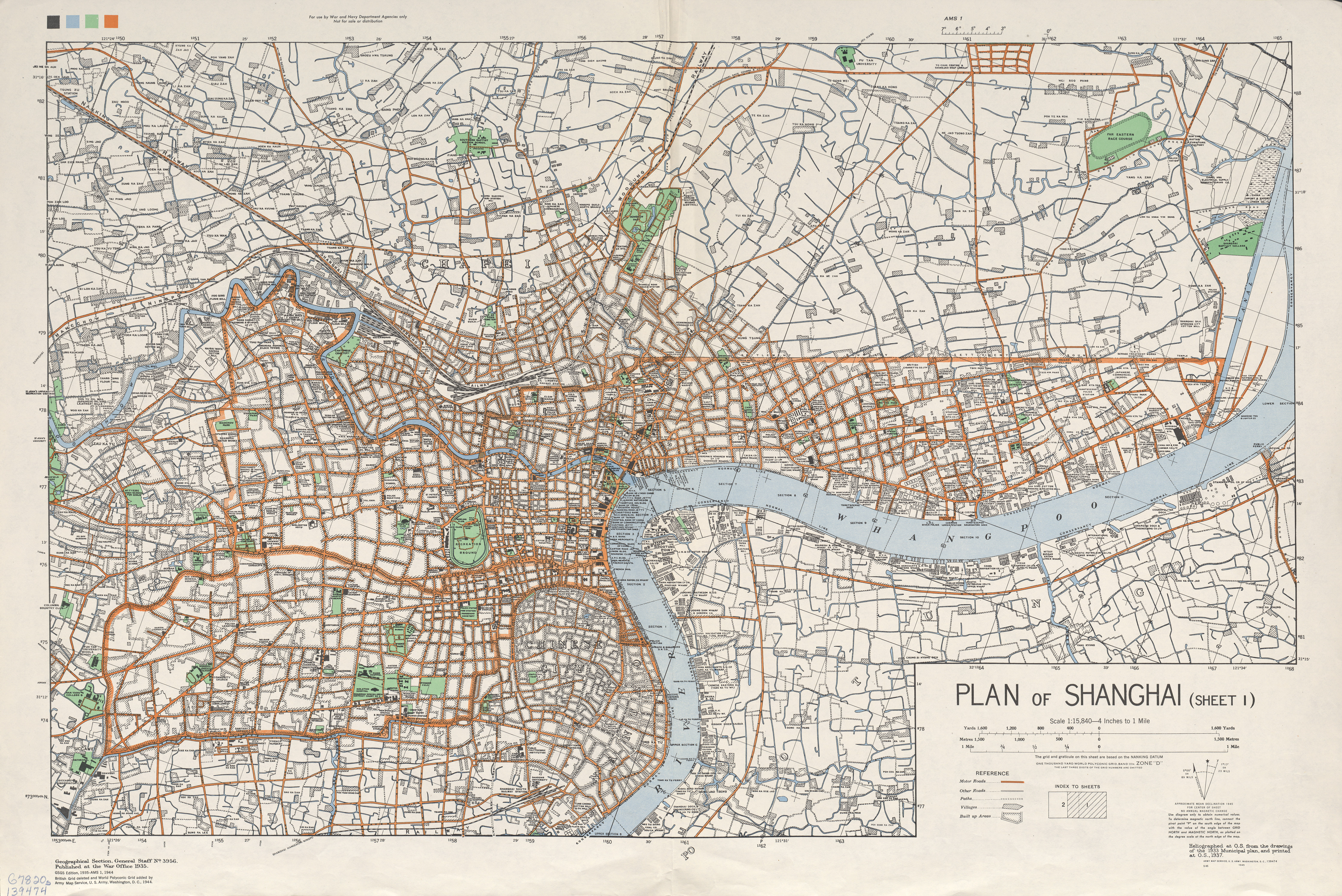
Mapa de Shanghai de 1935 que muestra el Asentamiento Internacional con su límite marcado como "límite del asentamiento", así como la Concesión Francesa con un límite sin etiquetar también marcado.

Las concesiones se establecieron después de la derrota del Ejército Qing por los británicos en la primera guerra del Opio, entre 1839 y 1842. Bajo los términos del Tratado de Nankín, los cinco puertos mencionados en el tratado - incluyendo Shanghái - fueron abiertos a los comerciantes extranjeros, volcando el monopolio entonces sostenido por el puerto meridional de Cantón. Los británicos también establecieron una base en Hong Kong bajo un arrendamiento extendido. El involucramiento estadounidense y francés siguió de cerca a los británicos y sus enclaves fueron establecidos al norte y al sur, respectivamente, del área británica.
A diferencia de las colonias de Hong Kong y Weihaiwei, que eran territorios británicos soberanos, las concesiones extranjeras en Shanghái originalmente permanecieron como territorio soberano chino. Sin embargo, durante el levantamiento de la Sociedad de la Espada Pequeña de 1853, el régimen imperial chino renunció a la soberanía en las concesiones a las potencias extranjeras a cambio de su apoyo para suprimir la rebelión. En 1854 los tres países crearon el Consejo Municipal de Shanghái para servir todos sus intereses, pero en 1862 la Concesión Francesa se retiró del acuerdo. Al año siguiente, las concesiones británica y estadounidense se unieron formalmente para crear la Concesión Internacional de Shanghái. A medida que más potencias extranjeras entraron en tratados con China, sus nacionales también se convirtieron en parte de la administración de la concesión, pero siempre fue un asunto predominantemente británico hasta el crecimiento de la participación de Japón a finales de la década de 1930. Con el paso del tiempo, otros países hicieron reclamaciones en la antigua Concesión Estadounidense, de la cual surgieron los sectores alemán, italiano, ruso y japonés.
Dentro de la Concesión existía un ambiente similar al de EE. UU. y Europa. Había una mezcla de estilos arquitectónicos de Occidente y Oriente. Hubo un cuerpo de policía local de inspiración británica (la Policía Municipal de Shanghái, establecida en 1854) y un gobierno separado, el Consejo Municipal de Shanghái. La Concesión era famosa por sus hoteles (algunos de los cuales siguen operando), sus casinos, sus almacenes, sus clubes nocturnos y sus parques. Los ciudadanos de las "catorce naciones favorecidas" (Bélgica, Brasil, Dinamarca, España, Estados Unidos, Francia, Italia, Japón, Noruega, Países Bajos, Portugal, Reino Unido, Suecia y Suiza) tenían privilegio de extraterritorialidad. Sin embargo, el Consejo Municipal tenía autonomía política sobre los residentes de la Concesión, tanto chinos como extranjeros.

Sello de la Concesión Internacional después de 1914, con un espacio en blanco donde estaba la bandera prusiana.

La Concesión Internacional de Shanghái llegó a un abrupto final en diciembre de 1941, cuando las tropas japonesas ocuparon toda la ciudad inmediatamente después del ataque a Pearl Harbor. A principios de 1943, nuevos tratados firmados por la República de China gobernada por Chiang Kai-shek terminaron formalmente los privilegios extraterritoriales de estadounidenses y británicos, aunque sus términos eran discutibles hasta la liberación de Shanghái después de la rendición japonesa en 1945. Los franceses posteriormente cedieron sus privilegios en un acuerdo separado de 1946.